# Anne Austin
Pour les articles homonymes, voir Austin.
Anne Austin, née le 13 septembre 1895 à Waco, au Texas, et morte le 6 février 1975 à Los Angeles, en Californie, est une femme de lettres américaine, auteure de roman policier.

## Biographie
Après la publication de deux romans, elle se lance dans l'écriture de plusieurs whodunits, mâtinés d'intrigues sentimentales. Très influencée par Anthony Abbot, elle crée le personnage James F. « Bonnie » Dundee, enquêteur spécial pour le procureur du district de Sanderson.

## Œuvre

### Romans
- The Black Pigeon (1929) Publié en français sous le titre Le Pigeon noir, Paris, Plon coll. « Aventures » no 29, 1933 ; réédition, Paris, Hachette coll. « L'Énigme », 1941
- The Avenging Parrot (1930) Publié en français sous le titre L'Énigme du Perroquet Blanc, Paris, Nouvelle Revue Critique coll. « L'Empreinte » no 54, 1934
- Murder Backstairs (1930) Publié en français sous le titre Un crime parfumé, dans L'Intransigeant (en feuilleton du 19 mai 1932 au 16 juin 1932) ; réédition, Paris, Plon coll. « Aventures » no 15, 1932 ; réédition sous le titre Le Crime parfumé, Paris, Hachette coll. « L'Énigme », 1947
- Murder at Bridge (1931) Publié en français sous le titre Meurtre à la table de jeu, Paris, Nouvelle Revue Critique coll. « L'Empreinte » no 48, 1934
- One Drop of Blood (1932) Publié en français sous le titre Une goutte de sang, Paris, Nouvelle Revue Critique, coll. « L'Empreinte » no 34, 1932
- A Wicked Woman (1933), court roman
- Murdered, But Not Dead (1939)

### Autres romans
- Jackson Street (1927)
- Daughters of Midas (1929)

### Autre publication
- The Penny Princess: the Cinderella Legend Translated Into Modern Terms (1929)

## Filmographie
- 1934 : Une méchante femme (A Wicked Woman) de Charles Brabin, d'après le roman éponyme, avec Mady Christians, Jean Parker et Charles Bickford

## Sources
: document utilisé comme source pour la rédaction de cet article.
- Claude Mesplède (dir.), Dictionnaire des littératures policières, vol. 1 : A - I, Nantes, Joseph K, coll. « Temps noir », 2007, 1054 p. (ISBN 978-2-910686-44-4, OCLC 315873251, BNF 41162075), p. 124